# Abenezra (månekrater)
Abenezra er et gammelt nedslagskrater på Månen, som ligger i det forrevne højland i det sydligt-centrale område af Månens forside. Det er opkaldt efter den spanske, sefardisk jødiske vismand Abraham ibn Ezra (ca. 1090 – ca. 1165).
Navnet blev officielt tildelt af den Internationale Astronomiske Union (IAU) i 1935. 
Krateret observeredes første gang i 1645 af Johannes Hevelius.

## Omgivelser
Langs dets sydøstlige kant er det forbundet med Azophikrateret. Mod nordøst ligger Geberkrateret, og længere mod sydøst det større Sacroboscokrater.

## Karakteristika
Abenazras kraterrand har en tydelig polygonal form, hvor de enkelte dele af kratervæggen er ret uens. De indre vægge falder i terrasser, mens kraterbunden er irregulær og med højdedrag, som danner usædvanlige, slyngede bugter henover bunden. Krateret ligger ind over den østlige del af en anden kraterlignende formation kaldet Abenezra C.

## Satellitkratere
De kratere, som kaldes satellitter, er små kratere beliggende i eller nær hovedkrateret. Deres dannelse er sædvanligvis sket uafhængigt af dette, men de får samme navn som hovedkrateret med tilføjelse af et stort bogstav. På kort over Månen er det en konvention at identificere dem ved at placere dette bogstav på den side af satellitkraterets midte, som ligger nærmest hovedkrateret. Abenezrakrateret har følgende satellitkratere:
| Abenezra | Bredde  | Længde  | Diameter |
| -------- | ------- | ------- | -------- |
| A        | 22,8° S | 10,5° Ø | 23 km    |
| B        | 20,8° S | 10,1° Ø | 14 km    |
| C        | 21,3° S | 11,1° Ø | 44 km    |
| D        | 21,7° S | 9,7° Ø  | 8 km     |
| E        | 21,4° S | 9,4° Ø  | 14 km    |
| F        | 21,5° S | 10,3° Ø | 7 km     |
| G        | 20,5° S | 11,0° Ø | 5 km     |
| H        | 21,1° S | 12,8° Ø | 4 km     |
| J        | 19,9° S | 10,7° Ø | 5 km     |
| P        | 19,9° S | 9,9° Ø  | 44 km    |

## Måneatlas
- Billeder af Abenezrakrateret i LPI-måneatlasset